# Lista de bandeiras da Alemanha
Esta é uma lista das bandeiras usado pela e na Alemanha entre 1848 e atualmente. Para mais informações sobre a bandeira nacional atual, veja Bandeira da Alemanha.

## Bandeiras nacionais
| Bandeira | Data          | Uso | Descrição |
| -------- | ------------- | --- | --- |
|          | 1949–presente | Bandeira nacional e bandeira mercante (Bundes- und Handelsflagge)                                                               | Uma tricolor, feita de três bandas horizontais iguais de cor preta (topo), vermelha, e ouro (inferior). |
|          | 1950–presente | Bandeira de serviço federal (Bundesdienstflagge). Esta bandeira só pode ser usada por autoridades do governo federal.           | A bandeira nacional com o Bundesschild (uma variante do brasão de armas da Alemanha) no centro. A bandeira foi originalmente usada de 1921 a 1933 na República de Weimar. Embora idênticos nos termos heráldicos da bandeira da era Weimar original, o projeto exato moderno é ligeiramente simplificado. |
|          |               | Bandeira nacional com as armas federais (Bundesflagge mit Bundeswappen). Versão não oficial, cujo uso privado não é penalizado. | |
|          | 1996–presente | Bandeira nacional, sob a forma de pendão (Bannerflagge)                                                                         | |
|          | 1996–presente | Bandeira de serviço federal, sob a forma de pendão                                                                              | |

## Estandarte presidencial
| Bandeira | Data                     | Uso                              | Descrição |
| -------- | ------------------------ | -------------------------------- | --- |
|          | 1921–1926; desde de 1950 | Estandarte do Presidente Federal | O estandarte corresponde à quadratura do campo do brasão de armas federal. Uma versão idêntica em termos heráldicos, mas com um desenho ligeiramente diferente, foi usada entre 1926 e 1933. |

## Bandeiras militares e do Estado
| Bandeira | Data      | Uso                                                                     | Descrição                                               |
| -------- | --------- | ----------------------------------------------------------------------- | ------------------------------------------------------- |
|          | 1956–     | Bandeira de guerra e jaque (Seekriegsflagge und Gösch) da Marinha Alemã | Uma variante de rabo de andorinha da bandeira do estado |
|          | 1957–     | Bandeira de serviço do Inspetor Geral da Bundeswehr                     |                                                         |
|          | 1964–     | Bandeira de desfile de unidade (Truppenfahne) da Bundeswehr             |                                                         |
|          | 1950–1994 | Bandeira de serviço dos correios federais                               |                                                         |
|          | 1950–1994 | Bandeira do ministro dos correios                                       |                                                         |
|          | 1950–1994 | Bandeira do presidente dos correios federais                            | Uma variante de rabo de andorinha da bandeira postal    |
|          | 1950–1994 | Bandeira do secretário de Estado dos correios                           |                                                         |

## Bandeiras dos estados alemães

### Bandeiras civis
| Bandeira | Data | Uso                                                   | Descrição |
| -------- | ---- | ----------------------------------------------------- | --------- |
|          |      | Bandeira civil de Baden-Württemberg                   |           |
|          |      | Bandeira do estado da Baviera (variante listrada)     |           |
|          |      | Bandeira do estado da Baviera (variante losango)      |           |
|          |      | Bandeira civil de Berlim                              |           |
|          |      | Bandeira do estado de Brandemburgo                    |           |
|          |      | Bandeira civil de Bremen                              |           |
|          |      | Bandeira do estado de Bremen (com brasão menor)       |           |
|          |      | Bandeira do estado de Bremen (com brasão na bandeira) |           |
|          |      | Bandeira civil de Hamburgo                            |           |
|          |      | Bandeira civil de Hesse                               |           |
|          |      | Bandeira civil da Baixa Saxônia                       |           |
|          |      | Bandeira civil de Mecklenburg-Vorpommern              |           |
|          |      | Bandeira civil da Renânia do Norte-Vestfália          |           |
|          |      | Bandeira civil da Renânia-Palatinado                  |           |
|          |      | Bandeira civil de Sarre                               |           |
|          |      | Bandeira civil da Saxônia                             |           |
|          |      | Bandeira civil da Saxônia-Anhalt                      |           |
|          |      | Bandeira civil de Schleswig-Holstein                  |           |
|          |      | Bandeira civil da Turíngia                            |           |

### Bandeiras dos estados
| Bandeira | Data      | Uso                                                                | Descrição |
| -------- | --------- | ------------------------------------------------------------------ | --------- |
|          |           | Bandeira do estado de Baden-Württemberg (brasão menor)             |           |
|          |           | Bandeira do estado de Baden-Württemberg (brasão maior)             |           |
|          |           | Bandeira do estado da Baviera (variante listrada)                  |           |
|          |           | Bandeira do estado da Baviera (variante losango)                   |           |
|          | 1954–2007 | Bandeira do estado de Berlim                                       |           |
|          |           | Bandeira do estado de Brandemburgo                                 |           |
|          |           | Bandeira do estado de Bremen (com armas menores)                   |           |
|          |           | Bandeira do estado de Bremen (com brasão na bandeira)              |           |
|          |           | Bandeira do estado de Hamburgo                                     |           |
|          |           | Bandeira do Almirantado de Hamburgo (usada pelos navios do estado) |           |
|          |           | Bandeira do estado de Hesse                                        |           |
|          |           | Bandeira da Baixa Saxônia (em terra)                               |           |
|          |           | Bandeira do estado da Baixa Saxônia (no mar)                       |           |
|          |           | Bandeira do estado de Mecklenburg-Vorpommern                       |           |
|          |           | Bandeira do estado da Renânia do Norte-Vestfália                   |           |
|          |           | Bandeira do estado da Renânia-Palatinado                           |           |
|          |           | Bandeira de Sarre                                                  |           |
|          |           | Bandeira do estado da Saxônia                                      |           |
|          |           | Bandeira do estado da Saxônia-Anhalt                               |           |
|          |           | Bandeira do estado de Schleswig-Holstein                           |           |
|          |           | Bandeira do estado da Turíngia                                     |           |

## Bandeiras históricas

### Confederação Alemã(1815–1866)
| Bandeira | Data      | Uso | Descrição                         |
| -------- | --------- | --- | --------------------------------- |
|          | 1848–1865 | Bandeira da Confederação Alemã, usada em 1848 e novamente em 1863-1866 Apareceu pela primeira vez dentro do Fürstentum Reuß-Greiz depois de 12 de maio de 1778 (4:5 proporção da tela) | Também Império Alemão (1848/1849) |
|          | 1848–1852 | Bandeira de guerra da frota federal |                                   |
|          | 1848–1852 | Jaque da frota federal |                                   |

### Confederação Alemã do Norte(1866–1871)
| Bandeira | Data      | Uso                                                        | Descrição |
| -------- | --------- | ---------------------------------------------------------- | --- |
|          | 1867–1871 | Bandeira nacional e mercante (National- und Handelsflagge) | Uma tricolor, feito de três bandas horizontais iguais, coloridas em preto (superior), branco e vermelho (abaixo) |
|          | 1867–1871 | Bandeira de guerra (Kriegsflagge)                          | |
|          | 1867–1871 | Jaque de guerra (Kriegsschiffgösch)                        | |

### Império Alemão(1871–1918)
| Bandeira | Data             | Uso                                                                | Descrição |
| -------- | ---------------- | ------------------------------------------------------------------ | --------- |
|          | 1871–1918        | Bandeira nacional e mercante (National- und Handelsflagge)         |           |
|          | 1896–1918        | Variante da bandeira mercante com a Cruz de Ferro (Eisernes Kreuz) |           |
|          | 1884-1918        | Bandeira de serviço colonial e diplomático                         |           |
|          | 1871–1892        | Bandeira de guerra da Marinha Imperial (Kriegsflagge)              |           |
|          | 1892–1903        | Bandeira de guerra do Reich (Reichskriegsflagge)                   |           |
|          | 1903–1918 (1921) | Bandeira de guerra do Reich                                        |           |
|          | 1871–1903        | Jaque (Kriegsschiffgösch)                                          |           |
|          | 1903–1918 (1921) | Jaque                                                              |           |

#### Estandartes da família imperial
| Bandeira | Data      | Uso                                                     | Descrição |
| -------- | --------- | ------------------------------------------------------- | --------- |
|          | 1871      | Estandarte do Imperador Alemão                          |           |
|          | 1871–1888 | Estandarte do Imperador Alemão                          |           |
|          | 1888–1918 | Estandarte do Imperador Alemão                          |           |
|          | 1871–1901 | Estandarte da Imperatriz Augusta e Imperatriz Frederico |           |
|          | 1888–1918 | Estandarte da Imperatriz Augusta Viktoria               |           |
|          | 1871–1888 | Estandarte do Príncipe Herdeiro                         |           |
|          | 1888–1918 | Estandarte do Príncipe herdeiro                         |           |

### República de Weimar(1919–1933)
| Bandeira | Data                     | Uso                                                                | Descrição |
| -------- | ------------------------ | ------------------------------------------------------------------ | --- |
|          | 1919–1933                | Bandeira nacional (Nationalflagge)                                 | |
|          | 1921–1933                | Bandeira de serviço em terra (Dienstflagge zu Land)                | |
|          | 1919–1933                | Bandeira mercante (Handelsflagge)                                  | |
|          | 1921–1933                | Variante de bandeira mercante com a Cruz de Ferro (Eisernes Kreuz) | |
|          | 1921–1926                | Bandeira de serviço no mar (Dienstflagge zur See)                  | |
|          | 1926–1933                | Bandeira de serviço no mar (Dienstflagge zur See)                  | |
|          | 1919–1921 (de jure)      | Bandeira de guerra (Reichskriegsflagge)                            | |
|          | 1921–1933                | Bandeira de guerra                                                 | |
|          | 1921–1933                | Jaque (Kriegsgösch)                                                | |
|          | 1921–1926                | Estandarte do Presidente do Reich                                  | |
|          | 1926–1933                | Estandarte do Presidente do Reich                                  | |
|          | 1919–1921                | Estandarte do Presidente do Reich                                  | |
|          | 1919–1921                | Bandeira do ministro da Defesa                                     | |
|          | 1921–1933                | Bandeira do ministro da Defesa                                     | |
|          | 1924–1933; desde de 1953 | Bandeira do Reichsbanner Schwarz-Rot-Gold                          | O Reichsbanner Schwarz-Rot-Gold foi uma organização paramilitar republicana não oficial dominada por social-democratas, liberais e membros do Partido Católico do Centro, para defender a República de Weimar contra os Socialistas Nacionais, comunistas, e monarquistas. Refundado em 1953 como uma associação para a educação política. |

### Alemanha NazistaouTerceiro Reich(1933–1945)
A bandeira com o Hakenkreuz e o disco branco centralizado foi usado em todo o período (1920–45) como a bandeira do partido NSDAP (Parteiflagge). Entre 1933 e 1935, foi usado como bandeira nacional (Nationalflagge) e bandeira mercante (Handelsflagge) - intercambiável com o tricolor horizontal preto-branco-vermelho usado pela última vez (até 1918) pelo Império Alemão. Em 1935, o tricolor horizontal preto-branco-vermelho foi novamente desfeito, e a bandeira com o disco "descentrado" e o disco foi instituído como a única bandeira nacional (e deveria permanecer como tal até 1945). A bandeira com o disco centralizado só continuou a ser usada como "Parteiflagge" após 1935.
| Bandeira                      | Data                                | Uso | Descrição |
| Bandeiras usadas de 1933–1935 | Bandeiras usadas de 1933–1935       | Bandeiras usadas de 1933–1935                                                                                         | Bandeiras usadas de 1933–1935 |
| ----------------------------- | ----------------------------------- | --- | --- |
|                               | - 1933–1935 - 1933–1935 - 1920–1945 | - Bandeira nacional (Nationalflagge) - Bandeira mercante (Handelsflagge) - Bandeira do Partido Nazista (Parteiflagge) | Um campo vermelho, com um disco branco com um preto swastika, ou hakenkreuz, em um ângulo de 45 graus. O disco e a suástica estão exatamente no centro.        |
|                               | 1933–1935                           | - Bandeira nacional (Nationalflagge) - Bandeira nacional (Handelsflagge)                                              | Tricolor horizontal preto, branco e vermelho. Usado em conjunto com o Parteiflagge.                                                                            |
|                               | 1933–1935                           | Variante de bandeira mercante com a Cruz de Ferro (Eisernes Kreuz)                                                    | |
|                               | 1933–1935                           | Bandeira de guerra do Reich (Reichskriegsflagge) e bandeira naval marinha                                             | |
|                               | 1933                                | Bandeira de serviço do Reich (Reichsdienstflagge) do Wehrmacht                                                        | |
|                               | 1933–1935                           | Bandeira de serviço do Reich                                                                                          | |
|                               | 1933–1935 (de fato até 1934)        | Estandarte do Presidente do Reich                                                                                     | |
|                               | 1933–1935                           | Bandeira do ministro da Defesa                                                                                        | |
| Bandeira usada de 1935–1945   |                                     | | |
|                               | - 1935–1945 - 1935–1945             | - Bandeira nacional - Jaque (Gösch)                                                                                   | Um campo vermelho, com um disco branco com um preto swastika, ou hakenkreuz, em um ângulo de 45 graus. O disco e a suástica estão ligeiramente fora do centro. |
|                               | 1920–1945                           | Bandeira do Partido Nazista (Parteiflagge)                                                                            | Um campo vermelho, com um disco branco com um preto swastika, ou hakenkreuz, em um ângulo de 45 graus. O disco e a suástica estão exatamente no centro.        |
|                               | 1933–1945                           | Pendão (Bannerflagge) da Alemanha                                                                                     | Os pendões eram de vários comprimentos, sendo pendurados verticalmente em edifícios públicos.                                                                  |
|                               | 1935–1945                           | Variante da bandeira mercante com a Cruz de Ferro                                                                     | |
|                               | 1935–1938                           | Kriegsmarine, Heer, Luftwaffe                                                                                         | |
|                               | 1938–1945                           | Kriegsmarine, Heer, Luftwaffe                                                                                         | |
|                               | 1935–1945                           | Bandeira de serviço do Reich                                                                                          | |
|                               | 1935–1945                           | Estandarte de Adolf Hitler                                                                                            | |
|                               | 1935–1938                           | Bandeira do comandante supremo das Wehrmacht (substituiu o ministro da Defesa)                                        | |
|                               | 1935–1945                           | Bandeira da Schutzstaffel (SS)                                                                                        | |
|                               | 1936–1945                           | Bandeira da Ordnungspolizei (OrPo) ("Polícia de Ordem", a organização policial nacional regular da Alemanha Nazista)  | |

### Rescaldo da Segunda Guerra Mundial na Alemanha
Conselho de Controle Aliado (1945–1949) e Protetorado de Sarre
| Bandeira | Data      | Uso                                                             | Descrição |
| -------- | --------- | --------------------------------------------------------------- | --- |
|          | 1946–1950 | "Galhardete C" (C-Doppelstander) (bandeira mercante provisória) | Usada durante o período de ocupação para identificar navios alemães de acordo com o direito internacional.         |
|          | 1947–1957 | Bandeira do Protetorado de Sarre                                | Bandeira do Sarre que foi dada pelo governo francês. Neste período de tempo, Saar era o Estado satélite da França. |

### Alemanha Oriental(1949–1990)
| Bandeira | Data      | Uso                                                                                     | Descrição |
| -------- | --------- | --------------------------------------------------------------------------------------- | --- |
|          | 1949–1959 | Bandeira do Estado (Staatsflagge)                                                       | |
|          | 1959–1990 | Bandeira do Estado (Staatsflagge) 1959–1990 Bandeira mercante (Handelsflagge) 1973–1990 | Tricolor de preto, vermelho, e amarelo (mesmas cores da Alemanha Ocidental), mas ostenta o brasão de armas da Alemanha Oriental, consistindo de uma bússola e um martelo rodeado de centeio |
|          | 1959–1973 | Bandeira mercante (Handelsflagge)                                                       | |
|          | 1963–1990 | Bandeira do Estado, sob a forma de pendão (Bannerflagge)                                | |
|          | 1955–1973 | Bandeira dos correios                                                                   | |
|          | 1975–1990 | Bandeira dos correios                                                                   | |
|          | 1955–1990 | Estandarte do Presidente                                                                | |
|          | 1960–1990 | Estandarte do presidente do Conselho de Estado                                          | |
|          | 1960–1990 | Bandeira do Exército Popular Nacional (Nationale Volksarmee ou NVA)                     | |
|          | 1960–1990 | Bandeira de desfile das unidades (Truppenfahne) do Nationale Volksarmee                 | |
|          | 1960–1990 | Bandeira de guerra (Seekriegsflagge)                                                    | |
|          | 1962–1990 | Bandeira dos barcos das tropas de fronteira                                             | |
|          | 1989–1990 | Bandeira de Estado desfigurada com a remoção do emblema                                 | Usada por apoiadores da Reunificação alemã na Alemanha Oriental após a queda do muro de Berlim.                                                                                             |

## Propostas históricas de bandeira
Nota: A proposta de Ottfried Neubecker de 1919 e as de Josef Wirmer em 1944 e de seu irmão Ernst em 1948 são claramente inspiradas nas bandeiras da Cruz Nórdica usadas em todos os países nórdicos - as bandeiras da Dinamarca, Noruega, Suécia, Finlândia e Islândia, com mesma cruz horizontal, embora diferente na cor.
| Bandeira | Data | Descrição                                                                                                   |
| -------- | ---- | --- |
|          | 1817 | Bandeira de unificação alemã no Festival de Wartburg                                                        |
|          | 1832 | Bandeira da unificação alemã no Festival Hambach                                                            |
|          | 1919 | Proposta para a bandeira da Alemanha por Ottfried Neubecker                                                 |
|          | 1944 | Proposta para a bandeira da Alemanha após golpe militar de 1944 por Josef Wirmer                            |
|          | 1948 | Proposal for the flag for West Germany, based on Josef Wirmer's 1944 design, created by his brother, Ernst  |
|          | 1948 | Proposta para a bandeira da Alemanha Ocidental por Paul Wentzcke, baseado nos projetos republicanos de 1848 |

### Império Colonial Alemão(1884-1918)
As bandeiras das colônias ultramarinas alemãs foram propostas pela primeira vez em 1914, mas nunca foram implementadas devido a obstrução da Primeira Guerra Mundial.
| Bandeira | Data | Descrição                                |
| -------- | ---- | ---------------------------------------- |
|          | 1914 | Proposta para a África Oriental Alemã    |
|          | 1914 | Proposta para Camarões Alemães           |
|          | 1914 | Proposta para a Nova Guiné Alemã         |
|          | 1914 | Proposta para Samoa Alemã                |
|          | 1914 | Proposta para o Sudoeste Africano Alemão |
|          | 1914 | Proposta para a Togolândia alemã         |